# Schoenorchis jerdoniana
Schoenorchis jerdoniana là một loài thực vật có hoa trong họ Lan. Loài này được (Wight) Garay miêu tả khoa học đầu tiên năm 1972.